# Ochna drzewkowata

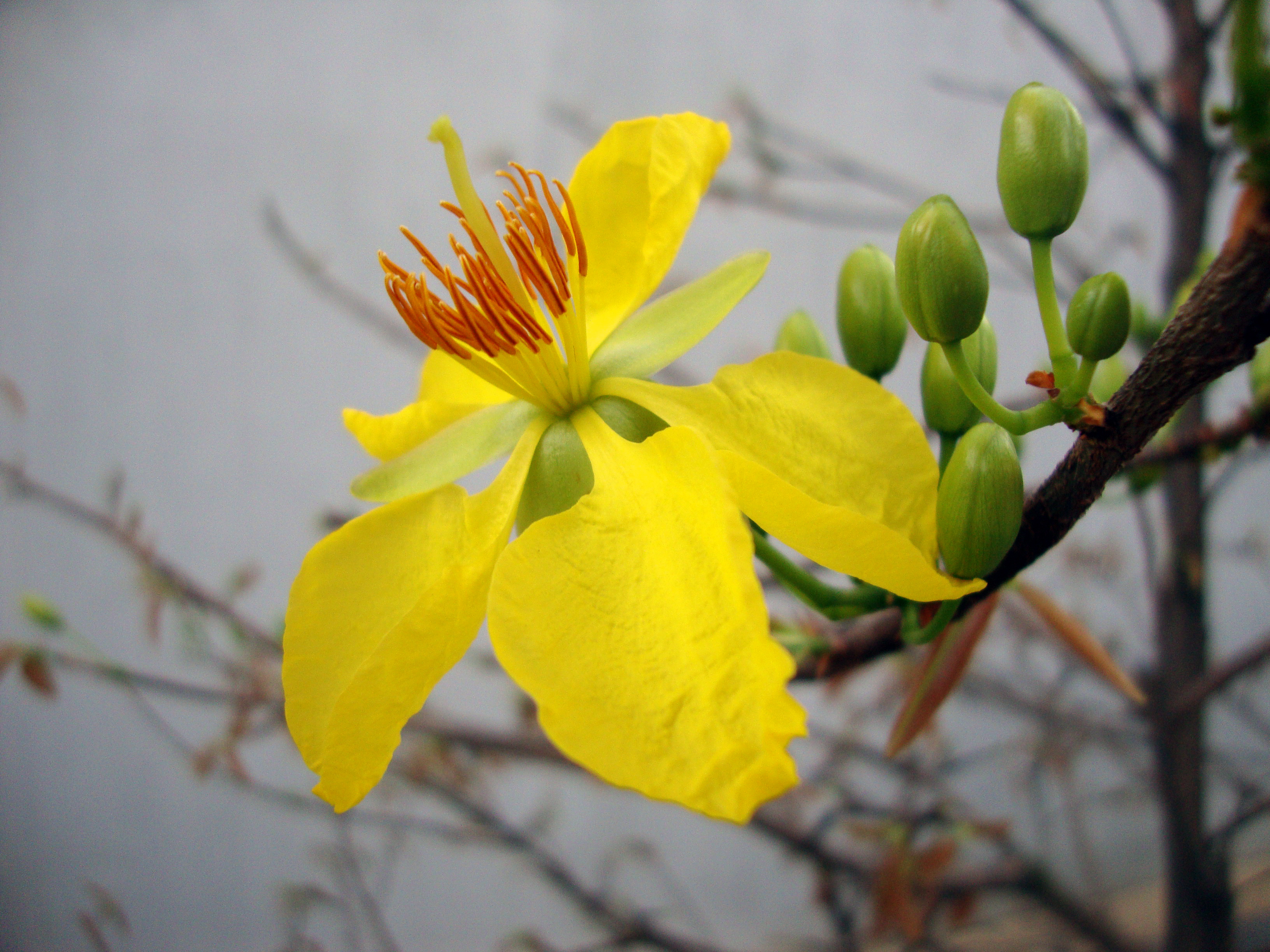
Kwiat

Ochna drzewkowata (Ochna integerrima Lour. Merr.) – gatunek roślin należący do rodziny ochnowatych, pochodzący z południowo-wschodniej Afryki. Rozpowszechniona w strefie tropikalnej całego świata.

## Morfologia
PokrójWieczniezielony, słabo rozgałęziony krzew, osiągający wysokość do 4 m. Niekiedy o pokroju niewielkie drzewka.
LiścieSkórzaste, błyszczące, owalne, brzegi drobno piłkowane.
KwiatyIntensywnie żółte, do 3 cm średnicy, o płatkach korony szeroko rozpostartych, szybko opadających. Liczne długie pręciki.
OwocePodłużne, przypominające uszy Myszki Miki błyszczące czarne jagody, osadzone na czerwonym, mięsistym krążku powstałym z przekształconego dna kwiatowego, stąd zwyczajowe nazwy typu Mickey Mouse Plant.

## Zastosowanie
- Często uprawiane jako rośliny ozdobne ze względu na spektakularne kwiaty i charakterystycznego kształtu owoce. Roślina szczególnie popularna w Australii i Azji, a zwłaszcza w Wietnamie, gdzie stanowi zakorzeniony w tradycji symbol święta Tết[5].
- Roślina ma zastosowanie lecznicze w medycynie ludowej.